# صموئيل ك. ميجر
صموئيل ك. ميجر (بالإنجليزية: Samuel C. Major)‏ هو محامي وسياسي أمريكي، ولد في 2 يوليو 1869 في فايت في الولايات المتحدة، وتوفي في 28 يوليو 1931. حزبياً، نشط في الحزب الديمقراطي. وقد انتخب عضو مجلس ولاية ميزوري وانتخب عضو مجلس النواب الأمريكي.